# Phasia karcezewskii
Phasia karcezewskii là một loài ruồi trong họ Tachinidae.